# Los Díaz felices
Los Díaz felices és un curtmetratge espanyol dirigit el 1998 pel director malagueny Chiqui Carabante i que va comptar amb la presència de l'actriu Kiti Mánver.

## Argument
Els Díaz són una família molt feliç que viu cantant, somiant i ballant, encara que potser tot és pura aparença.

## Repartiment
- Kiti Mánver...	Virtuosa Díaz
- Charo Sánchez ...	Melo Díaz
- Manuel Rodríguez	..	Amador Díaz
- Isabel Ramírez ...	Congratulada Díaz
- Belén Lario	...	Mejorada Díaz

## Premis
- Fotogramas de Plata 1998 al millor curtmetratge.[1]
- Premi del Jurat Jove al millor curtmetratge al Festival de Cinema de Gijón (1999)
- Festival de Cine Internacional d'Ourense